# Росошанівська сільська рада
Росоша́нівська сільська́ ра́да — адміністративно-територіальна одиниця та орган місцевого самоврядування в Кельменецькому районі Чернівецької області. Адміністративний центр — село Росошани.

## Загальні відомості
- Населення ради: 2 125 осіб (станом на 2001 рік)

## Населені пункти
Сільській раді підпорядковані населені пункти:
- с. Росошани

## Склад ради
Рада складається з 16 депутатів та голови.
- Голова ради: Кучейник Світлана Василівна
- Секретар ради: Бурлака Світлана Вікторівна

### Керівний склад попередніх скликань
| Прізвище, ім'я, по батькові | Основні відомості | Дата обрання | Дата звільнення |
| --------------------------- | --- | ------------ | --------------- |
| Якубенко Віктор Степанович  | Сільський голова, 1952 року народження, освіта вища, громадський діяч, член Чернівецька обласна організація Політичної партії «Наша Україна» | 24.04.1998   | 25.03.2006      |
| Кучейник Світлана Василівна | Сільський голова, 1973 року народження, позапартійна                                                                                         | 26.03.2006   | 31.10.2010      |
| Ус Петро Миколайович        | Сільський голова, 1979 року народження, освіта вища, член Всеукраїнського об'єднання «Батьківщина»                                           | 31.10.2010   | 09.09.2012      |
| Кучейник Світлана Василівна | Сільський голова, 1973 року народження, освіта вища, позапартійна                                                                            | 09.09.2012   |                 |

Примітка: таблиця складена за даними сайту Верховної Ради України

### Депутати
За результатами місцевих виборів 2010 року депутатами ради стали:

#### За суб'єктами висування
| Суб'єкт висування                                       | Кількість обраних депутатів | %    |
| ------------------------------------------------------- | --------------------------- | ---- |
| Самовисування                                           | 7                           | 43,8 |
| Політична партія Всеукраїнське об'єднання «Батьківщина» | 4                           | 25   |
| Партія регіонів                                         | 2                           | 12,5 |
| Народна партія                                          | 1                           | 6,3  |
| Політична партія «Сильна Україна»                       | 1                           | 6,3  |
| Українська соціал-демократична партія                   | 1                           | 6,3  |

#### За округами
| № округу                                                | Прізвище, ім'я, по батькові       | Дата визнання обраним | Освіта  | Партійна приналежність                        | Відомості про обраного депутата                                  |
| ------------------------------------------------------- | --------------------------------- | --------------------- | ------- | --------------------------------------------- | ---------------------------------------------------------------- |
| Народна Партія                                          |                                   |                       |         |                                               |                                                                  |
| 1                                                       | Момотюк Тамара Василівна          | 01.11.2010            | середня | член Народної партії                          | пенсіонер                                                        |
| Партія регіонів                                         |                                   |                       |         |                                               |                                                                  |
| 3                                                       | Козак Леонід Миколайович          | 01.11.2010            | середня | член Партії регіонів                          | приватний підприємець                                            |
| 15                                                      | Кушнір Анатолій Анатолійович      | 01.11.2010            | середня | член Партії регіонів                          | амбулаторія загальної практики — сімейної медицини, медпрацівник |
| Політична партія Всеукраїнське об'єднання «Батьківщина» |                                   |                       |         |                                               |                                                                  |
| 4                                                       | Сінченко Надія Віталіївна         | 01.11.2010            | вища    | член Всеукраїнського об'єднання «Батьківщина» | Відділення зв'язку с. Росошани, начальник                        |
| 10                                                      | Ус Руслана Василівна              | 01.11.2010            | вища    | член Всеукраїнського об'єднання «Батьківщина» | тимчасово не працює                                              |
| 12                                                      | Мельник Тетяна Іванівна           | 01.11.2010            | вища    | член Всеукраїнського об'єднання «Батьківщина» | Райфайзенбанк «Аваль», касир                                     |
| 14                                                      | Коробська Валентина В'ячеславівна | 01.11.2010            | середня | член Всеукраїнського об'єднання «Батьківщина» | Ощадний банк, касир                                              |
| Політична партія «Сильна Україна»                       |                                   |                       |         |                                               |                                                                  |
| 9                                                       | Якубенко Іван Іванович            | 01.11.2010            | вища    | член Політичної партії «Сильна Україна»       | приватне підприємство, директор магазину «Господарські товари»   |
| Українська соціал-демократична партія                   |                                   |                       |         |                                               |                                                                  |
| 11                                                      | Дідик Володимир Сергійович        | 01.11.2010            | середня | позапартійний                                 | Бюро технічної інвентаризації, технік-землевпорядник             |
| Самовисування                                           |                                   |                       |         |                                               |                                                                  |
| 2                                                       | Комерзан Світлана Вікторівна      | 01.11.2010            | вища    | позапартійна                                  | Росошанівська загальноосвітня школа І-ІІІ ст., вчитель           |
| 5                                                       | Бурлака Світлана Василівна        | 01.11.2010            | вища    | позапартійна                                  | тимчасово не працює                                              |
| 6                                                       | Бурлака Світлана Вікторівна       | 01.11.2010            | вища    | позапартійна                                  | Росошанівська сільська рада, секретар                            |
| 7                                                       | Григарюк Марія Василівна          | 01.11.2010            | середня | позапартійна                                  | Територіальний центр, соціальний працівник                       |
| 8                                                       | Губата Анжела Василівна           | 01.11.2010            | середня | позапартійна                                  | дошкільний навчальний заклад с. Росошани, помічник кухаря        |
| 13                                                      | Павліка Жанна Вікторівна          | 01.11.2010            | вища    | позапартійна                                  | тимчасово не працює                                              |
| 16                                                      | Матейчук Оксана Василівна         | 01.11.2010            | вища    | позапартійна                                  | Росошанівська загальноосвітня школа І-ІІІ ст., вчитель           |

## Населення
Згідно з переписом УРСР 1989 року чисельність наявного населення сільської ради становила 2200 осіб, з яких 970 чоловіків та 1230 жінок.
За переписом населення України 2001 року в сільській раді мешкало 2097 осіб.

### Мова
Розподіл населення за рідною мовою за даними перепису 2001 року:
| Мова       | Відсоток |
| ---------- | -------- |
| українська | 97,27 %  |
| молдовська | 1,60 %   |
| російська  | 1,13 %   |